# Tribute album
Tribute album (z ang., czyt. /ˈtrɪbjuːt albəm/) – album nagrany w hołdzie jakiemuś muzykowi. Złożony z coverów tego artysty/zespołu, nagranych przez innych wykonawców.
Przykładowymi tribute albumami są Band of Gypsys Return, Hey Jimi z utworami Jimiego Hendrixa, Encomium z piosenkami Led Zeppelin w wykonaniu różnych grup rockowych lub Third Eye Open: The String Quartet Tribute to Tool z piosenkami Toola w wykonaniu kwartetu smyczkowego, a w Polsce np. Czarne zastępy – W hołdzie Kat oraz Roman Kostrzewski Tribute.....Do zobaczenia w piekle z utworami Romana Kostrzwskiego w wykonaniu w różnych stylach muzycznych.